# Hòa âm Ánh sáng
Hòa âm Ánh sáng (tựa gốc: The Remix) là một chương trình ca nhạc truyền hình thực tế Việt Nam cùng nội dung định dạng sáng lập bởi GreyMatter Entertainment, phân phối bởi Global Agency và được Đài Truyền hình Việt Nam mua bản quyền phát sóng, sản xuất cùng công ty truyền thông Cát Tiên Sa. Các định dạng của chương trình thay đổi trong một số năm từ năm 2017. Ở mùa 3, chương trình được thay đổi định dạng và lấy tên tiếng Anh là Remix New Generation 2017. Ngoài ra chương trình có một phiên bản spin-off mang tên là Thần tượng đối thần tượng và lấy tên tiếng Anh là The Heroes. Không như mùa 1 có tổng thời lượng dài 150 phút (bao gồm quảng cáo), The Heroes mùa 2 có thời lượng dài 60 phút.

## Định dạng gốc
Chương trình Hòa âm Ánh sáng đòi hỏi các ca sĩ phải có sự phối hợp với một nhà sản xuất âm nhạc và một DJ để kết hợp với nhau thành một nhóm thi đấu với những nhóm khác qua mỗi đêm thi. Các đêm diễn sẽ được sắp xếp theo những chủ đề khác nhau. Mỗi nhóm sẽ phối hợp sáng tạo các kỹ thuật điều khiển thiết bị điện tử, nhạc cụ điện tử truyền thống, hiện đại và cùng kết hợp với giọng hát của ca sĩ chính một cách điêu luyện nhằm tạo nên những bản phối mới cho các ca khúc quen thuộc .

## Sản xuất
Giám đốc âm nhạc hiện nay của chương trình là nhạc sĩ Lưu Thiên Hương.
Buổi họp báo của mùa đầu tiên đã được tổ chức vào ngày 20 tháng 1 năm 2015. Chương trình được ghi hình và tổ chức tại Nhà thi đấu Quân khu 7.
Giám khảo của Mùa 1 là Lưu Thiên Hương, Nguyễn Hải Phong, Hồ Ngọc Hà và Nguyễn Hoàng Anh; Mùa 2 là Lưu Thiên Hương, Nguyễn Hải Phong, Võ Thiện Thanh, Dương Khắc Linh; Mùa 3 là Lưu Thiên Hương, Hồ Hoài Anh và Dương Khắc Linh và mùa 4 (Masters Heroes) là Khắc Hưng, Hà Lê, Nguyễn Hải Phong và Nimbia.
Ở Mùa 1 vị trí nữ giám khảo được dư luận đồn đoán là nữ ca sĩ Thu Minh. Tuy nhiên, Thu Minh cho biết dù yêu thích khâu sản xuất của chương trình và "tiếc nuối" với quyết định của mình, cô đã từ chối lời mời làm giám khảo của Hòa âm Ánh sáng cũng như lời mời giám khảo cho mùa thi thứ ba của Giọng hát Việt vì đang mang thai.

## Đội hình

### Mùa 1
Tại buổi họp báo công bố mùa 1 của Hòa âm Ánh sáng, ban tổ chức cho biết sẽ có 8 nhóm dự thi trong chương trình. Tuy nhiên, ca sĩ của mỗi nhóm vẫn được giữ bí mật và chỉ được tiết lộ cho đến ngày phát sóng.
In đậm: Nhóm chiến thắng Mùa 1
| Số thứ tự | Ca sĩ                        | Nhà sản xuất                   | DJ             |
| --------- | ---------------------------- | ------------------------------ | -------------- |
| 01        | Bảo Anh                      | Addy Trần                      | Melo           |
| 02        | Pha Lê                       | Huỳnh Hiền Năng Châu Đăng Khoa | NJAY           |
| 03        | Giang Hồng Ngọc              | Duy Anh                        | King Lady      |
| 04        | Isaac                        | Only C                         | Gin            |
| 05        | Tóc Tiên                     | Long Halo                      | Hoàng Touliver |
| 06        | Đông Nhi                     | Đỗ Hiếu                        | Mike Hào       |
| 07        | PB Nation (Hoàng Tôn, Hà Lê) | Phúc Bồ                        | Lê Trình       |
| 08        | Sơn Tùng M-TP                | Slim V                         | Trang Moon     |

Vào đêm diễn thứ 8, đội thí sinh của nam ca sỹ mang MSBC:08 Sơn Tùng M-TP đã quyết định rời khỏi cuộc thi vì lí do sức khỏe cá nhân.

### Mùa 2
In đậm: Nhóm chiến thắng Mùa 2
| Thứ tự | Ca sĩ                | Nhà sản xuất      | DJ           | Dancer                      |
| ------ | -------------------- | ----------------- | ------------ | --------------------------- |
| 01     | Emily và Hạnh Sino   | Dương K           | Louis 8ightz | Nam Đỗ                      |
| 02     | Trung Quân Idol      | Mastal            | Huy DX       | Ian ST. 319                 |
| 03     | Maya                 | Javix             | Take         | Tô Lâm/Quang Đăng/Huỳnh Mến |
| 04     | Soobin Hoàng Sơn     | Rhymastic         | Gin          | Antei Ngọc Thịnh            |
| 05     | BigDaddy và JustaTee | Onionn            | Tít          | Hà Lê                       |
| 06     | Hoàng Thùy Linh      | Triple D          | Triple D     | Minh Thư                    |
| 07     | Noo Phước Thịnh      | Slim V            | Slim V       | Quang Vinh                  |
| 08     | Hương Tràm           | Duy Anh           | King Lady    | Ngọc Linh                   |
| 09     | Hằng Bingboong       | Race              | Đan Nguyễn   | MC Buck (Minh Thiện)        |
| 10     | Ngô Kiến Huy         | Nguyễn Phúc Thiện | Summer Huỳnh | Lâm Vinh Hải                |

Sau liveshow thứ 6, vì Hoàng Thùy Linh bị viêm thanh quản cấp tính,nên đã xin phép dừng cuộc thi lại.

### Mùa 3 - Remix New Generation 2017
Ở mùa 3, chương trình có sự thay đổi format cùng với tên gọi mới: Remix New Generation 2017. Số đội thí sinh được tăng lên thành 12, mỗi đội thí sinh bao gồm có Ca sĩ - Nhà sản xuất âm nhạc (Producer) - DJ - Dancer.12 đội thí sinh bốc thăm chia cặp đấu loại trực tiếp với 6 chủ đề (Đô thị, Dân Gian, Nhà hát, Lãng mạn, Điện ảnh & Kí ức) ở 6 đêm thi vòng Minishow Combat.Mỗi một đêm thi sẽ bao gồm có tấy cả là 9 tiết mục:1 ca khúc chung chủ đề (2 đội cùng nhau trình bày), cả 2 đội thí sinh sẽ có thêm thời gian là 30 phút để mà trình diễn 1 bản mashup gồm 4 bài hát liên tục trong Minishow của mình).
31 nhà báo & chuyên gia âm nhạc là người quyết định nhóm thí sinh nào giành chiến thắng trong mỗi trận combat.Ngoài ra, sẽ có 4 giám khảo chuyên môn gồm nhạc sĩ - nhà sản xuất âm nhạc chấm điểm cho những đội thí sinh.Điểm số này sẽ quyết định cho 2 trong số 6 đội thí sinh bị loại có thể bước đi tiếp vào vòng Đo ván
Vòng này có thể thức gần giống vòng Minishow Combat.8 đội thí sinh bốc thăm chia cặp đấu loại trực tiếp với 4 chủ đề (Latin - Salsa - Reggaeton, Trap - Hiphop, Funk - Blue - Jazz & Rock).Ở mỗi tập,cả 2 đội có 30 phút để trình diễn 4 bài hát liên tục.
Số điểm sẽ do BGK chấm và tổng lượt bình chọn khán giả. Số điểm này quyết định cho 4 trong 8 nhóm thí sinh cao điểm hơn trong mỗi tập đi tiếp vào Bán Kết.
Khác so với mùa giải trước tất cả các trận đấu đều ghi hình từ trước chỉ trừ đêm chung kết trao giải phát sóng trực tiếp.
In đậm: Nhóm chiến thắng Mùa 3
| Thứ tự | Ca sĩ            | Nhà sản xuất               | DJ                         | Dancer        |
| ------ | ---------------- | -------------------------- | -------------------------- | ------------- |
| 01     | S.T Sơn Thạch    | Nimbia                     | Nimbia                     | Minh Tú       |
| 02     | Yến Trang        | Kewtiie                    | Paranoid                   | Lan Nhi       |
| 03     | Bảo Thy          | Nguyễn Phúc Thiện          | Hoaprox                    | Thùy Vân      |
| 04     | Tronie Ngô - MiA | Addy Trần                  | Daniel Mastro              | Tuấn Đạt      |
| 05     | Thu Thủy         | Minh Anh                   | Nguyễn Nhạc                | Nhật Anh      |
| 06     | Nhóm LipB        | Hoàng Phúc (Toof.P) (Uni5) | Hoàng Phúc (Toof.P) (Uni5) |               |
| 07     | Mai Tiến Dũng    | Gin                        | Mie                        | Lâm Vinh Hải  |
| 08     | Hương Giang Idol | Trịnh Thăng Bình           | Lê Trình                   | Phạm Lịch     |
| 09     | Thiều Bảo Trâm   | Phúc Bồ - Hà Lê            | Kim                        | Bảo Bảo       |
| 10     | Yến Lê - Yanbi   | Pharreal Phương            | Dsmall                     | Andy Cường    |
| 11     | Tim              | Phúc Trường                | Windy Quyên                | Tấn Huy       |
| 12     | Nhóm SGirls      | Xillix                     | Xillix                     | Tô Lâm (Adam) |

### Phiên bảnspin-off- The Heroes - Thần tượng đối thần tượng

#### Mùa 1
In đậm: Quán quân
In nghiêng: Á quân
| Thứ tự | Đội              | Ca sỹ           | Nhà sản xuất | Master           |
| ------ | ---------------- | --------------- | ------------ | ---------------- |
| 01     | UNIMOTION        | Nhóm Uni5       | Nemo         | Nguyễn Hải Phong |
| 02     | 2C               | Cara            | CM1X         | Hà Lê - Nimbia   |
| 03     | ĐƯỜNG SỐ 10      | Ali Hoàng Dương | Duck V       | Khắc Hưng        |
| 04     | HAN SARA         | Han Sara        | T.R.I        | Nguyễn Hải Phong |
| 05     | FIRE CROWN       | Lona            | Kent Trần    | Hà Lê - Nimbia   |
| 06     | EZ!              | Erik            | Ninja Z      | Khắc Hưng        |
| 07     | 528HZ            | Quân A.P        | Dsmall       | Nguyễn Hải Phong |
| 08     | GIANG DANH       | Jsol            | ducpham.     | Khắc Hưng        |
| 09     | MỸ ANH           | Mỹ Anh          | Mỹ Anh       | Khắc Hưng        |
| 10     | THE ASTRO        | Thanh Duy       | NVM          | Hà Lê - Nimbia   |
| 11     | ORANGE JUICE     | Orange          | Monotape     | Hà Lê - Nimbia   |
| 12     | ANTI ANTI HEROES | VP Bá Vương     | TDK          | Nguyễn Hải Phong |

#### Mùa 2: Idol Camp
In đậm: Quán quân
| Thứ tự | Đội           | Ca sĨ                     | Nhà sản xuất |
| ------ | ------------- | ------------------------- | ------------ |
| 1      | ROYAL FAMILY  | Roy Nguyen                | Joo Castle   |
| 2      | DeezaWoo      | Hải Đăng Doo              | Weeza        |
| 3      | The Last      | Annie (LIP B)             | Micky        |
| 4      | HomieBoiz     | KHOA                      | Nghị Martin  |
| 5      | Fresh team    | Huỳnh James - Pjnboys     | TAMKE        |
| 6      | North Sound   | Pháo                      | Sterry       |
| 7      | HAPO Brothers | Jason.T (Hoàng Đức Thịnh) | ICD          |
| 8      | MJ            | Vũ Thảo My                | Jsdrmns      |
| 9      | Shadow Wolves | Gil Lê                    | Minh Đinh    |
| 10     | QUEEN Team    | Nam Em                    | Đậu Tất Đạt  |
| 11     | ZODIAC        | Chu Thúy Quỳnh            | Vương Vũ     |
| 12     | TIA DE ART    | TIA Hải Châu              | CM1X         |

## Sức ảnh hưởng
Kể từ khi ra mắt, Hòa âm Ánh sáng đã thu hút một số lượng lớn khán giả cùng những phản hồi tích cực từ báo giới bởi sự xuất hiện của các ca sĩ nổi tiếng như Sơn Tùng M-TP,Hoàng Thùy Linh,Đông Nhi, Isaac,.... và định dạng "mới lạ" cũng như chất lượng của các màn trình diễn trong cuộc thi cũng được các nhà báo khen ngợi.
Hòa âm Ánh sáng quy tụ lượng ca sĩ và DJ tên tuổi đông đảo đã tạo nên nhiều hiệu ứng lớn trong cộng đồng như: phong trào cover điệu nhảy Vũ điệu cồng chiêng trong màn biểu diễn bài hát Vì Ai Vì Anh của ca sĩ Đông Nhi Ngày mai của ca sĩ Tóc Tiên ở Mùa 1 hay bài hát mới "Thái Bình mồ hôi rơi" của Sơn Tùng M-TP trong Đêm diễn 2 của Mùa 1 đã đạt 90 nghìn lượt nghe chỉ sau 2 tiếng phát hành, đứng đầu nhiều bảng xếp hạng. Nhiều ca sĩ trẻ sau khi tham gia Hòa âm Ánh sáng đã có vị trí nhất định trong làng nhạc Việt và được đông đảo khán giả mến mộ, trở thành bước đệm để ra mắt các sản phẩm của họ.
Tối 27-11, đêm chung kết xếp hạng The Heroes (Thần tượng đối thần tượng 2021) diễn ra với phần tranh tài của Erik và Ali Hoàng Dương.
Nam ca sĩ Erik mang đến ca khúc "Máu đỏ da vàng" do DTAP sáng tác, từng được anh giới thiệu bản audio trước đó. Ca khúc có giai điệu sôi động, hào hùng, thể hiện niềm tự hào của người con Việt Nam mang dòng máu đỏ da vàng.
Ban giám khảo đánh giá cao thông điệp Erik muốn gửi gắm: "Dù ở đâu, làm gì, cũng đầy tự hào hô to hai tiếng Việt Nam!". Nhạc sĩ Nguyễn Hải Phong cho biết, anh rất vui và tự hào về thông điệp Erik lan tỏa.

## Nhận xét

### Tiếp nhận báo chí
Trước khi ra mắt, Hòa âm ánh sáng đã được dự đoán sẽ "gây 'bão truyền hình'" bởi định dạng mới mẻ và sự tham gia của những nghệ sĩ trẻ đang nhận được nhiều chú ý.
Nhà báo Q.N. đến từ Tuổi trẻ Online đồng tình với ý kiến này, nhận xét thêm rằng phần xuất hiện của các ca sĩ trong tập đầu tiên đã "khiến chương trình có phần hào hứng, cuồng nhiệt hơn." Sự thu hút trong các bản phối của chương trình và những nghệ sĩ trình diễn sáng sân khấu cũng được ký danh này chỉ ra.

### Phản hồi từ giới chuyên môn
Nữ ca sĩ Thu Minh cho rằng cô là một người "ủng hộ thầm lặng" cho chương trình, dù vẫn lưu tâm đến phần thể hiện của các ca sĩ, tính kết hợp của các thành viên trong các nhóm và việc Hòa âm Ánh sáng bắt đầu trở nên "một màu". Tuy nhiên, Thu Minh vẫn trân trọng tâm huyết và công sức của những nghệ sĩ tham gia.
Trong bài phỏng vấn của mình với Thể thao & Văn hóa, DJ Trí Minh chỉ trích chất liệu âm nhạc lỗi thời của chương trình, khi phát biểu: "Thứ âm nhạc trong The Remix, tôi không nói cũ hay không hay, nhưng tôi đã được nghe cách đây 10 năm tại Áo" và khuyến khích khán giả Việt Nam tiếp cận hơn với "nhạc điện tử đương đại."
Tối 11 tháng 7 năm 2021, The Heroes đã diễn ra tập phát sóng thứ 8 với màn tranh tài giữa JSol - Lona và Erik - Orange. Kết thúc phần trình diễn, Erik đã nhận được nhiều lời khen thưởng từ các vị HLV và Giám khảo. Đáng chú ý, một nhà báo đã có một phép so sánh gây tranh cãi khi đánh giá Erik được ví von như "Ông hoàng nhạc Pop" Michael Jackson. Tiết mục của Erik mang đầy đủ những yếu tố mà cuộc thi The Heroes đang hướng đến. Các kỹ thuật hát, nhảy của Erik hoặc bản hòa âm phối khí của Ninja Z ở các vòng trước và kể cả vòng này thật sự rất được các khán giả hay hội đồng ban giám khảo yêu thích. Nhưng việc gọi Erik là "King Of Pop" hay quá lố hơn cả là ví von với "Ông hoàng nhạc Pop" Michael Jackson là điều rất khó chấp nhận.

## Sự cố, tranh cãi
Trong đêm chung kết 1 của chương trình "The Heroes" trên VTV3 phát sóng ngày 6 tháng 11 năm 2021, ca sĩ Han Sara biểu diễn ca khúc "Cô gái Gen Z". Ca khúc được làm lại trên nền nhạc EDM, kết hợp hát với rap. Nữ ca sĩ có nhiều câu rap đề cao nữ quyền, nhưng bù lại không chỉ thay đổi phần lời khi trình diễn ca khúc "Cô gái mở đường", cô cùng với dàn vũ công lại hở hang quá đà, không hề phù hợp, gây phản cảm.
Ca khúc cũng sử dụng 3 câu hát từ bản gốc "Cô gái mở đường" của nhạc sĩ Xuân Giao, được sáng tác trong thời kỳ kháng chiến tranh Việt Nam. Ý tưởng táo bạo này đã nhận được sự lời khen từ các nhạc sĩ trong chương trình nhưng lại khiến Han Sara vấp phải không ít ý kiến trái chiều từ dân mạng. Một số khán giả cho rằng bản phối của nữ ca sĩ làm mất đi tính hào hùng, trang nghiêm của bản gốc.
Sau cùng, sản phẩm trên đã bị cắt khỏi bản full trên Youtube.

## Tạm ngừng phát sóng
Trong suốt thời gian phát sóng, chương trình đã có nhiều lần phải tạm dừng phát sóng theo kế hoạch, đó là do bị trùng vào thời điểm diễn ra các sự kiện đặc biệt. Các chương trình bị hoãn đã được phát sóng trở lại vào tuần kế tiếp. Cụ thể:
- 22/2/2015, 1/3/2015, 14/2/2016 và 3/2/2017, do trùng lịch phát sóng các chương trình dịp Tết Nguyên đán.
- Trong các ngày 7/2/2016 (29 Tết) và 27/1/2017 (30 Tết), do trùng với thời điểmhòa sóng VTV cho chương trình đặc biệt trong dịp Tết Nguyên Đán.
- Từ sau đêm thi cuối cùng của mùa 3 vào ngày 28/4/2017 đến trước tháng 5/2021, trong thời gian này, thay vào đó là các chương trình của các đơn vị tư nhân khác.